# Conan (2004)
Conan (eerder bekend als Conan: The Dark Axe) is een computerspel uit 2004 met in de hoofdrol Conan de Barbaar, een karakter van Robert E. Howard. Het spel werd ontwikkeld door de Slowaakse ontwikkelaar Cauldron en werd uitgebracht voor de Nintendo GameCube, PlayStation 2, Windows en Xbox.

## Gameplay
Het grootste gedeelte van het spel bestaat uit hack and slash-gevechten, maar de speler moet ook puzzels oplossen. De speler kan tot 14 verschillende wapens bij zich dragen en ook nieuwe vechttechnieken leren. Het spel bevat meer dan 70 levels, deze variëren van vulkanen tot oerwouden. Daarin moet de speler het opnemen tegen in totaal 12 eindbazen, om zo de delen van een legendarisch zwaard te verzamelen.
Een multiplayer-functie via Xbox Live was aanwezig in het spel totdat deze werd beëindigd.

## Ontvangst
| Beoordeeld door       | Platform      | Datum         | Score |
| --------------------- | ------------- | ------------- | ----- |
| Deaf Gamers           | Xbox          | 2004          | 80%   |
| GameStar (Duitsland)  | Windows       | februari 2004 | 76%   |
| PC Gameplay (Benelux) | Windows       | maart 2004    | 73%   |
| N-Zone                | GameCube      | 25 mei 2004   | 73%   |
| PC Action             | Windows       | 12 maart 2004 | 70%   |
| Gamesmania            | Windows       | 15 maart 2004 | 65%   |
| JeuxVideoPC.com       | Windows       | 28 maart 2006 | 60%   |
| CanardPC              | Windows       | 24 maart 2004 | 50%   |
| Jeuxvideo.com         | PlayStation 2 | 30 april 2004 | 45%   |
| Joystick (Frans)      | Windows       | april 2004    | 30%   |